# Nassau Village-Ratliff, Florida
Nassau Village-Ratliff är en ort (CDP) i Nassau County, i delstaten Florida, USA. Enligt United States Census Bureau har orten en folkmängd på 5 337 invånare (2010) och en landarea på 37,9 km².